# Француски револуционарни ратови: Кампања 1795.
Година 1795. је четврта година Француских револуционарних ратова.
Након државног удара 9. термидора и пада Јакобинаца, у Француској је настало тешко стање, стање терора и угњетавања народних маса, радника и сељака. Такво стање трајало је све до формирања Директоријума. 5. априла Пруска и Француска склапају мир у Базелу. Белгија и Холандија спојене су у Батавијску републику. У рату са Француском остале су Велика Британија, Аустрија, Шпанија и Сардинија (Пијемонт). 

## Ратне операције
Ратне операције 1795. године почеле су вома касно, тек у августу и септембру. Французи прелазе Рајну и 19. септембра одбацују Аустријанце код Нојвида долазећи тако до обале Лане. Аустријанци траже примирје које је потписано 1. јануара 1796. године.

### Остали фронтови
За команданта Италијанске армије постављен је Шерер док је Келерман на челу Алпске армије тукао Аустријанце у бици код Лоана. Неуспеси у Шпанији (Битка код Ирурсуна) приморава Французе на мир у Базелу од 22. јула. 

## На мору
Почетком 1795. године Британци нису имали довољно јаку и развијену флоту на Атлантику, па се француски гусари без већих проблема искрцавају на Јамајку. У Африци, Британци заузимају Капску колонију, а у Индијском океану се искрцавају на острво Цејлон. Истовремено, Британци заузимају и неке холандске поседе. 